# Campionati del mondo di ciclismo su pista 2013 - Corsa a punti femminile
La corsa a punti femminile ai Campionati del mondo di ciclismo su pista 2013 si svolse il 23 febbraio 2013 su un percorso di 100 giri, per un totale di 25 km/h con sprint intermedi ogni 10 giri. La vittoria andò alla ceca Jarmila Machačová, che concluse il percorso con il tempo di 32'24"580 alla media di 46,282 km/h.
Partenza con 17 cicliste di federazioni diverse delle quali 16 completarono la gara.

## Podio
| Pos.    | Atleta            | Nazionalità |
| ------- | ----------------- | ----------- |
| Oro     | Jarmila Machačová | Rep. Ceca   |
| Argento | Sofía Arreola     | Messico     |
| Bronzo  | Giorgia Bronzini  | Italia      |

## Risultati
| Posizione | Atleta             | Nazione       | Punti sprint | Punti giri | Totale |
| --------- | ------------------ | ------------- | ------------ | ---------- | ------ |
| 1         | Jarmila Machačová  | Rep. Ceca     | 10           | 20         | 30     |
| 2         | Sofía Arreola      | Messico       | 9            | 20         | 29     |
| 3         | Giorgia Bronzini   | Italia        | 22           | 0          | 22     |
| 4         | Jamie Wong         | Hong Kong     | 2            | 20         | 22     |
| 5         | Kirsten Wild       | Paesi Bassi   | 17           | 0          | 17     |
| 6         | Anastasia Chulkova | Russia        | 13           | 0          | 13     |
| 7         | Yudelmis Domínguez | Cuba          | 11           | 0          | 11     |
| 8         | Dani King          | Gran Bretagna | 8            | 0          | 8      |
| 9         | Stephanie Pohl     | Germania      | 7            | 0          | 7      |
| 10        | Małgorzata Wojtyra | Polonia       | 5            | 0          | 5      |
| 11        | Lotte Kopecky      | Belgio        | 3            | 0          | 3      |
| 12        | Hiroko Ishii       | Giappone      | 3            | 0          | 3      |
| 13        | Caroline Ryan      | Irlanda       | 0            | 0          | 0      |
| 14        | Alena Dylko        | Bielorussia   | 0            | 0          | 0      |
| 15        | Jasmin Glaesser    | Canada        | 0            | 0          | 0      |
| 16        | Valeriya Kononenko | Ucraina       | 0            | −20        | −20    |
| -         | Ashlee Ankudinoff  | Australia     | DNF          | DNF        | DNF    |

DNF = Prova non completata